# Euhesma evansi
Euhesma evansi är en biart som beskrevs av Exley 2002. Euhesma evansi ingår i släktet Euhesma och familjen korttungebin. Inga underarter finns listade i Catalogue of Life.

## Bildgalleri

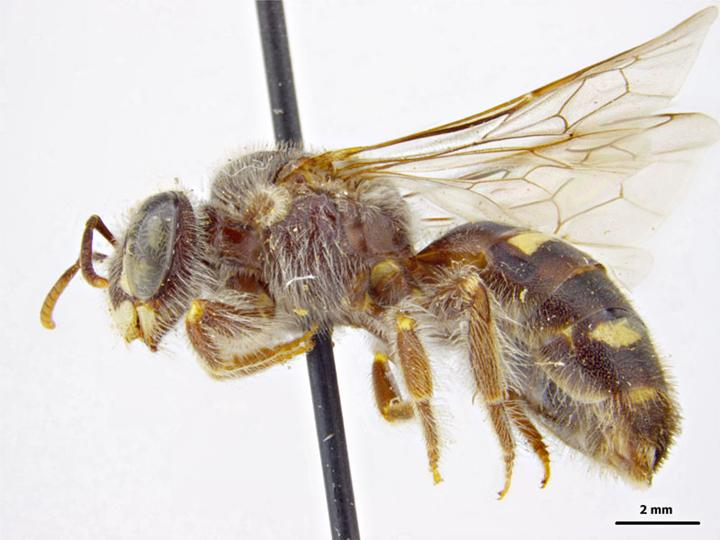